# Franco ruandês
O franco ruandês é a moeda utilizada em Ruanda.

## História
O franco tornou-se a moeda de Ruanda em 1916 quando a Bélgica ocupou esta antiga colônia alemã e o franco congolês substituiu a rupia afro-germânica oriental. O franco congolês foi utilizado em Ruanda até 1960, quando foi introduzido o franco ruandês e o Franco de Burundi. Em 1964 Ruanda começou a cunhar seus próprios francos.
As notas de 20 e 50 francos foram substituídas por moedas em 1977, com notas de 5.000 francos introduzidas em 1978. A primeira nota de 2.000 francos do país foi introduzida em meados de dezembro de 2007. Em 2008, o banco substituiu a nota de 100 francos por uma moeda bimetálica e revogou o status de curso legal das notas em 31 de dezembro de 2009. Em 24 de setembro de 2013, o Banco Nacional de Ruanda emitiu uma nota de 500 francos redesenhada representando vacas na frente e alunos com computadores XO (de One Laptop per Child) no verso. Em dezembro de 2014, o Banco Nacional de Ruanda emitiu notas de 2.000 e 5.000 francos com recursos de segurança revisados e a remoção de descrições em francês nas notas. Em outubro de 2015, o Banco Nacional do Ruanda emitiu uma nota revista de 1000 francos com características de segurança melhoradas e a remoção das descrições francesas nas notas.
Em 2024, o Banco Nacional introduziu notas atualizadas de 2000 e 5000 francos, criadas por De La Rue e que circulam junto com as versões anteriores das mesmas denominações. A nota de 2000 francos, predominantemente violeta, exibe o Lago Kivu na frente e grãos de café no verso. A nota de 5000 francos, em tons de lilás, apresenta o Centro de Convenções de Kigali de um lado e cestas tradicionais de Ruanda do outro. Ambas as notas incluem medidas de segurança aprimoradas, como o fio dinâmico IGNITE® que muda de cor e o recurso GEMINI™, que revela padrões intrincados sob luz ultravioleta.